# دانشگاه سنت امبروز
دانشگاه سنت امبروز (به انگلیسی: Saint Ambrose University) دانشگاه خصوصی در آمریکا ایالت آیووا در شهر دونپورت است.

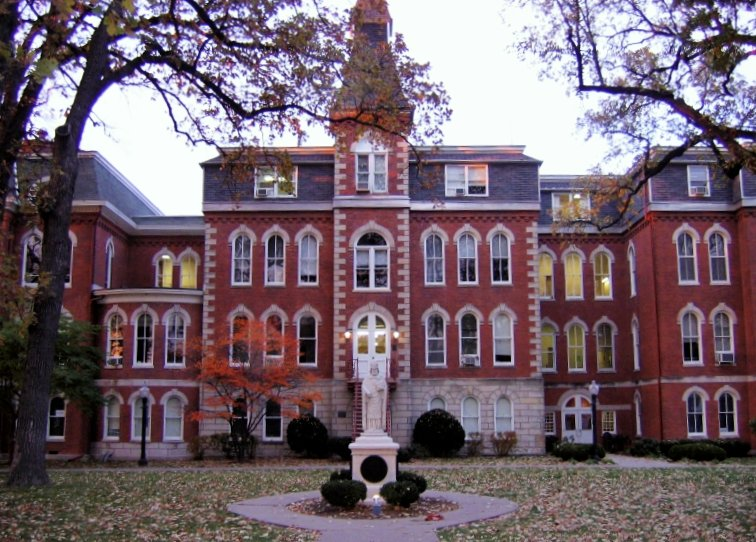
دانشگاه سنت امبروز